# Акименко, Адриан Захарович
Адриан Захарович Акименко (6 сентября 1898, Георгиевская волость, Екатеринославская губерния — 1 февраля 1989, Ворошиловград) — советский военачальник, гвардии генерал-майор (10 января 1942 года).

## Биография
Адриан Акименко родился 6 сентября 1898 года в шахтёрской семье в деревне Богородицкой Георгиевской волости Славяносербского уезда Екатеринославской губернии. Украинец.
С 1909 по 1913 году каждую зиму учился в сельской школе. С 12 лет работал пастухом в сельском обществе и по найму у помещика, с 14 лет — коногоном и отгребщиком на шахте. В 1917 года экстерном окончил курс 6-ти классов в луганской гимназии.
После Февральской революции в апреле-августе 1917 года был секретарём Георгиевского волостного комитета, но затем остался без работы и в январе 1918 года уехал в город Курган, где устроился на работу помощником секретаря одного из волостным комитетов в Курганском уезде. Однако в условиях хаоса и начинающийся гражданской войны счёл за лучшее вернуться в родные края, где стал работать в крестьянском хозяйстве.

### Гражданская война
11 октября 1918 года вступил добровольцем в ряды Рабоче-крестьянской Красной Армии. С октября 1918 года служил красноармейцем в 43-м Украинском революционном и 3-м Луганском интернациональном полках. В январе 1919 года был назначен на должности комиссара и председателя ревтрибунала 3-го Луганского интернационального полка. Участник Луганской обороны.
С августа 1919 года служил в 60-й стрелковой дивизии на должностях временно исполняющего обязанности комиссара 1-й стрелковой бригады, комиссара 532-го и 534-го стрелковых полков, помощника командира 532-го и командира 534-го стрелковых полков, командира отдельного батальона дивизии.
Воевал на Южном и Юго-Западном фронтах в августе 1919 года — в районах Кременчуга, Золотоноши и станций Яготин, Дарница, Бровары и Козелец, в сентябре — ноябрь 1919 года — на реке Десне, в ноябре 1919 — феврале 1920 года принимал участие в освобождении городов Чернигов, Бахмач, Черкассы, Кременчуг, феврале — апреле 1920 года — в боях в районе Жмеринка, Вапнярка, а в мае — августе 1920 года — Советско-польская война, на реках Збруч и Серет.

### Межвоенное время
С окончанием войны учился в высшей повторной школе комсостава РККА в Харькове, по окончании которой в 1922 году служил в Украинском военном округе. В марте 1922 года был назначен на должность командира и комиссара 13-го отдельного пограничного батальона, а в сентябре — на должность командира батальона 70-го стрелкового полка (24-я стрелковая дивизия).
С октября 1923 года служил в 80-й стрелковой дивизии, где командовал батальонами в 238-м и 240-м стрелковых полках, с марта 1926 года временно исполнял должность помощника командира 240-го стрелкового полка по хозяйственной части. В октябре 1930 года был назначен на должность помощника командира 88-го, затем 240-го стрелковых полков.
С марта 1919 года состоял в РКП(б), 23 мая 1923 года был исключен парторганизацией 70-го стрелкового полка, с мотивом «за пьянство». В 1924 году парторганизацией 238-го стрелкового полка восстановлен в рядах партии, но вышестоящая организация 80-й стрелковой дивизии стала рассматривать дело как о вновь вступающем в партию и только 2 октября 1931 года стал кандидатом в члены ВКП(б).
С сентября 1931 года проходил обучение в Военной академии имени М. В. Фрунзе, по её окончании в 1935 году был назначен на должность помощника начальника 2-го сектора учебного отдела академии, а в октябре — на должность помощника начальника учебной части военно-исторических курсов подготовки адъюнктов академии.
В конце ноября 1935 года был направлен в Киевский военный округ на должность помощника начальника 1-го отделения штаба 17-го стрелкового корпуса. В сентябре 1937 года был назначен на должность начальника курсов младших лейтенантов при этом же корпусе, в марте 1938 года — на должность начальника 1-го отделения штаба 15-го стрелкового корпуса, а в октябре 1938 года — на должность начальника 1-го отдела штаба Житомирской армейской группы войск. Принимал участие в походе РККА в Западную Украину.
С декабря 1939 года временно исполнял должность начальника штаба 5-й армии. В апреле 1940 года был назначен на должность начальника оперативного отдела штаба этой же армии, в июле — на должность преподавателя кафедры общей тактики Военной академии имени М. В. Фрунзе, а в октябре — на должность начальника штаба 34-го стрелкового корпуса.
В 1940 году вступил в ВКП(б).

### Великая Отечественная война
В начале Великой Отечественной войны Акименко находился на прежней должности. В июле — августе 1941 года корпус принимал участие в Смоленском сражении, 24 июля Акименко был назначен командиром корпуса. 1 августа 1941 года был контужен, ранен в кисть левой руки.
11 августа 1941 года управление корпуса было направлено в 127-ю стрелковую дивизию, а Акименко назначен командиром этой дивизии. В сентябре дивизия за успешные боевые действия под Ельней была преобразована во 2-ю гвардейскую, после чего вела бои на Юго-Западном фронте.
10 января 1942 года присвоено звание генерал-майор.
В январе 1942 года был назначен на должность командира 3-го гвардейского стрелкового корпуса, в марте предпринявшего неудачное наступление севернее Таганрога, после чего Акименко был отстранен от командования корпусом и был назначен на должность старшего преподавателя тактики в Военную академию имени М. В. Фрунзе.
В январе 1944 года был назначен командиром 75-го стрелкового корпуса. С 2 декабря 1944 по 9 января 1945 года Акименко находился в госпитале на лечении. Корпус под его командованием участвовал в Корсунь-Шевченковской, Уманско-Ботошанской, Ясско-Кишиневской, Белградской, Венской и Пражской операциях и в освобождении городов Фельшёгалла (ныне часть города Татабанья, Венгрия), Вена, Флоридсдорф, Холлабрунн. За освобождение Белграда корпус получил почётное наименование «Белградский».
10 декабря 1944 года был представлен к званию Герой Советского Союза за успешное форсирование его корпусом Дуная в районе города Апатин, захват и удержание стратегически важного плацдарма на подступах к Австрии и нанесение большого урона противнику при отражении попыток ликвидировать плацдарм, но генерал армии А. И. Антонов изменил награду на орден Кутузова I степени.

### Послевоенная карьера
С окончанием войны Акименко был назначен на должность заместителя командира 10-го гвардейского стрелкового корпуса в Южной группе войск, в 1947 году — на должность начальника Управления боевой и физической подготовки Одесского военного округа.
В 1948 году назначен на должность начальника военной кафедры Киевского государственного института физической культуры.
В 1951 году назначен на должность председателя ЦК ДОСААФ Молдавской ССР.
В феврале 1954 года был назначен начальником военной кафедры Смоленского зоотехническо-ветеринарного института.
15 февраля 1955 года вышел в запас. В сентябре 1970 года был избран почётным гражданином города Луганска.
Генерал-майор Адриан Захарович Акименко умер 1 февраля 1989 года Похоронен в городе Ворошиловграде Ворошиловградской области Украинской ССР, ныне город Луганск — административный центр Луганской области Украины, находится под контролем непризнанной Луганской Народной Республики является её столицей.

## Награды
- Орден Ленина (21 февраля 1945 года)[7]
- Четыре ордена Красного Знамени (27 декабря 1941 года[8][9], 13 сентября 1944 года[10][11][12], 3 ноября 1944 года[13], 20 июня 1949 года[14]);
- Орден Кутузова I степени (28 апреля 1945 года[15][16]);
- Орден Богдана Хмельницкого II степени (3 ноября 1944 года[17][18][19]);
- Орден Отечественной войны I степени (20 октября 1987 года[20]);
- медали:
  - Медаль «В ознаменование 100-летия со дня рождения Владимира Ильича Ленина» (1969 год);
  - Медаль «За оборону Кавказа»
  - Медаль «За победу над Германией в Великой Отечественной войне 1941—1945 гг.» (10 октября 1945 года[21][22]);
  - Юбилейная медаль «Двадцать лет Победы в Великой Отечественной войне 1941—1945 гг.» (1965 год);
  - Юбилейная медаль «Тридцать лет Победы в Великой Отечественной войне 1941—1945 гг.» (1975 год);
  - Юбилейная медаль «Сорок лет Победы в Великой Отечественной войне 1941—1945 гг.»
  - Медаль «За взятие Будапешта» (25 ноября 1945 года[23]);
  - Медаль «За взятие Вены» (1945 год);
  - Медаль «За освобождение Белграда» (29 ноября 1945 года[24]);
  - Медаль «За освобождение Праги» (1945 год);
  - Юбилейная медаль «XX лет Рабоче-Крестьянской Красной Армии» (№ 01077, 1938 год);
  - Юбилейная медаль «30 лет Советской Армии и Флота» (1948 год);
  - Юбилейная медаль «50 лет Вооружённых Сил СССР» (1967 год);
  - Юбилейная медаль «60 лет Вооружённых Сил СССР» (1978 год);
- иностранные награды:
  - Орден Партизанской звезды I степени (Федеративная Народная Республика Югославия, 19 июня 1956 года[25]);
  - Орден Заслуг Венгерской Народной Республики III класса (Венгерская Народная Республика[26]);
  - Орден Тудора Владимиреску V степени (Социалистическая Республика Румыния, 24 октября 1969 года[27]);
  - Медаль «25 лет освобождения Румынии» (нем. Medaille zum 25. Jahrestag des befreiten Vaterlandes) (Социалистическая Республика Румыния, 3 ноября 1969 года[28]);
  - Медаль «30 лет освобождения Румынии» (нем. Medaille zum 30. Jahrestag der Befreiung Rumäniens von der faschistischen Herrschaft) (Социалистическая Республика Румыния[29]);
- почётные звания:
  - Почётный гражданин города Ворошиловграда (сентябрь 1970 года; с 4 мая 1990 года — город Луганск)[6].

## Память
На Аллее военачальников в Сквере боевой славы города Ельня Смоленской области установлен бюст Андриана Захаровича Акименко. Аллея была сооружена в 2000—2008 годах.